# 砥川村
砥川村（とがわむら）は、佐賀県小城郡にあった村。現在の小城市、杵島郡江北町の一部にあたる。

## 地理
牛津川の中流右岸部に位置していた。
- 山岳：三宝山、大平山[2]

## 歴史
- 1889年（明治22年）4月1日、町村制の施行により、小城郡上砥川村、下砥川村が合併して村制施行し、砥川村が発足[1][2]。旧村名を継承した上砥川、下砥川の2大字を編成[2]。
- 1954年（昭和29年）10月1日、村域を二分割し、大字上砥川・下砥川（一部）は牛津町と合併し牛津町が存続[1][2]。大字下砥川の残部は杵島郡江北町に編入され廃止[1]。

## 産業
- 農業、商業、工業[2]
- 産物：米、麦、繭、果物[2]

## 教育
- 砥川尋常高等小学校[2]

## 村長
- 石川三郎